# كارل فيلهلم راينموت
كارل فيلهلم راينموت (بالألمانية: Karl Wilhelm Reinmuth)‏ (هايدلبرغ، 4 أفريل 1892-6 ماي 1979) عالم فلك ألماني ومكتشف 395 كوكب صغير.